# Moravský Beroun
Moravský Beroun (1869–1910 alleen Beroun, soms ook Beroun na Moravě, Duits: Bärn) is een Tsjechische stad in de regio Olomouc, en maakt deel uit van het district Olomouc. Moravský Beroun telt 3322 inwoners (2006). Op het grondgebied van de gemeente bevindt zich het station Moravský Beroun aan de spoorlijn van Olomouc naar Opava.

## Geschiedenis
- 1339 – De eerste schriftelijke vermelding van de gemeente.
- 1779 – De stad is grotendeels verwoest na een brand.
- 1924 – Ter onderscheiding van Beroun in Bohemen krijgt Beroun de toevoeging Moravský (Moravisch).
- 2005 – Moravský Beroun gaat onderdeel uitmaken van het district Olomouc, tot 2005 viel het onder Bruntál.[1]

## Aanliggende gemeenten
| Aangrenzende gemeenten                   | Aangrenzende gemeenten   | Aangrenzende gemeenten                   | Aangrenzende gemeenten | Aangrenzende gemeenten         |
| ---------------------------------------- | ------------------------ | ---------------------------------------- | ---------------------- | ------------------------------ |
| Lomnice (Moravië-Silezië)                |                          | Roudno (Moravië-Silezië)                 |                        | Křišťanovice (Moravië-Silezië) |
|                                          |                          |                                          |                        |                                |
| Dětřichov nad Bystřicí (Moravië-Silezië) | Dvorce (Moravië-Silezië) |                                          |                        |                                |
|                                          |                          |                                          |                        |                                |
| Horní Loděnice                           |                          | Hraničné Petrovice, Domašov nad Bystřicí |                        | Norberčany                     |

Babice · Bělkovice-Lašťany · Bílá Lhota · Bílsko · Blatec · Bohuňovice · Bouzov · Bukovany · Bystročice · Bystrovany · Červenka · Charváty · Cholina · Daskabát · Dlouhá Loučka · Dolany · Doloplazy · Domašov nad Bystřicí · Domašov u Šternberka · Drahanovice · Dub nad Moravou · Dubčany · Grygov · Haňovice · Hlásnice · Hlubočky · Hlušovice · Hněvotín · Hnojice · Horka nad Moravou · Horní Loděnice · Hraničné Petrovice · Huzová · Jívová · Komárov · Kozlov · Kožušany-Tážaly · Krčmaň · Křelov-Břuchotín · Liboš · Lipina · Lipinka · Litovel · Loučany · Loučka · Luběnice · Luká · Lutín · Lužice · Majetín · Medlov ·
Měrotín · Město Libavá · Mladeč · Mladějovice · Moravský Beroun · Mrsklesy · Mutkov · Náklo · Náměšť na Hané · Norberčany · Nová Hradečná · Olbramice · Olomouc · Paseka · Pňovice · Přáslavice · Příkazy · Řídeč · Samotišky · Senice na Hané · Senička · Skrbeň · Slatinice · Slavětín · Štarnov · Štěpánov · Šternberk · Strukov · Střeň · Suchonice · Šumvald · Svésedlice · Těšetice · Tovéř · Troubelice · Tršice · Újezd · Uničov · Ústín · Velká Bystřice · Velký Týnec · Velký Újezd · Věrovany · Vilémov · Vojenský újezd Libavá · Želechovice · Žerotín